# Grad ewolucyjny

Przykładowy kladogram – grupy zaznaczone na niebiesko i czerwono są kladami, podczas gdy zielona może być gradem

Grad ewolucyjny – sztucznie wyróżniona grupa organizmów. Najczęściej jest parafiletyczna, w niektórych przypadkach może być polifiletyczna, reprezentuje jednak pewien etap rozwoju ewolucyjnego, uorganizowania lub adaptacji. Przykładami tak rozumianych gradów są m.in. gady (nieobejmujące ptaków) oraz robaki.
Termin „grad” (ang. grade) został wprowadzony przez brytyjskiego biologa Juliana Huxleya w celu odróżnienia gradów ewolucyjnych od kladów, czyli grup monofiletycznych.